# Dokdoklasse
De Dokdoklasse is een Zuid-Koreaanse klasse amfibisch transportschepen van het type landingsplatform-dok (LPD). De klasse werd ontworpen en gebouwd door het Zuid-Koreaanse Hanjin Heavy Industries voor de Zuid-Koreaanse marine als onderdeel van de uitbouw tot een zeegaande marine. De schepen zijn bedoeld om amfibische landingen uit te voeren, maar kunnen ook ingezet worden in vredesoperaties of om noodhulp te verlenen. Het zijn de grootste schepen van de Zuid-Koreaanse marine.

## Uitrusting

### Vliegdek
De schepen van de Dokdoklasse hebben een doorlopend vliegdek met vijf landingsplaatsen voor helikopters. Ze kunnen ook met VSTOL-gevechtsvliegtuigen als de F-35B opereren. Onder het vliegdek bevindt zich een hangar met plaats voor vijftien toestellen. Er werd voornamelijk met de Amerikaanse UH-1 Iroquois en UH-60 Black Hawk gewerkt, al waren deze toestellen hier niet op voorzien. Daarom werd in 2013-16 een marineversie van de eigen KAI KUH-1 Surion ontwikkeld. Er zijn ook voorzieningen voor de V-22 Osprey en de CH-47 Chinook.

### Dok
Achteraan onder de hanger hebben de schepen een inwendig dok waar twee Solgaeklasse-landingsvaartuigen in passen. Dit zijn hovercrafts die tot 55 ton kunnen dragen tot 185 kilometer ver aan 40 knopen. In de aansluitende garage passen zes tanks, zes gepantserde amfibievoertuigen en tien vrachtwagens die door de landingsvaartuigen aan land kunnen worden gezet. Daarnaast zijn er faciliteiten voor 700 mariniers en een ziekenboeg.

### Bewapening
Qua detectie- en wapensystemen verschillen de schepen van elkaar. De Dokdo heeft een SMART-L-langeafstandsradar, MW08-zoekradar en AN/SPS-95K-navigatieradar. Het kan zich verdedigen met twee Goalkeeper-CIWS en een RIM-116-lanceerder.
De recentere Marado heeft meer uitrusting van Zuid-Koreaanse makelij. Het heeft een SPS-550K-zoekradar en een EL/M-2248-volgradar. Het CIWS is vervangen door de Amerikaanse Phalanx. Achter het eiland is een lanceerinrichting geplaatst voor de eigen K-SAAM-luchtdoelraket.

## Eenheden

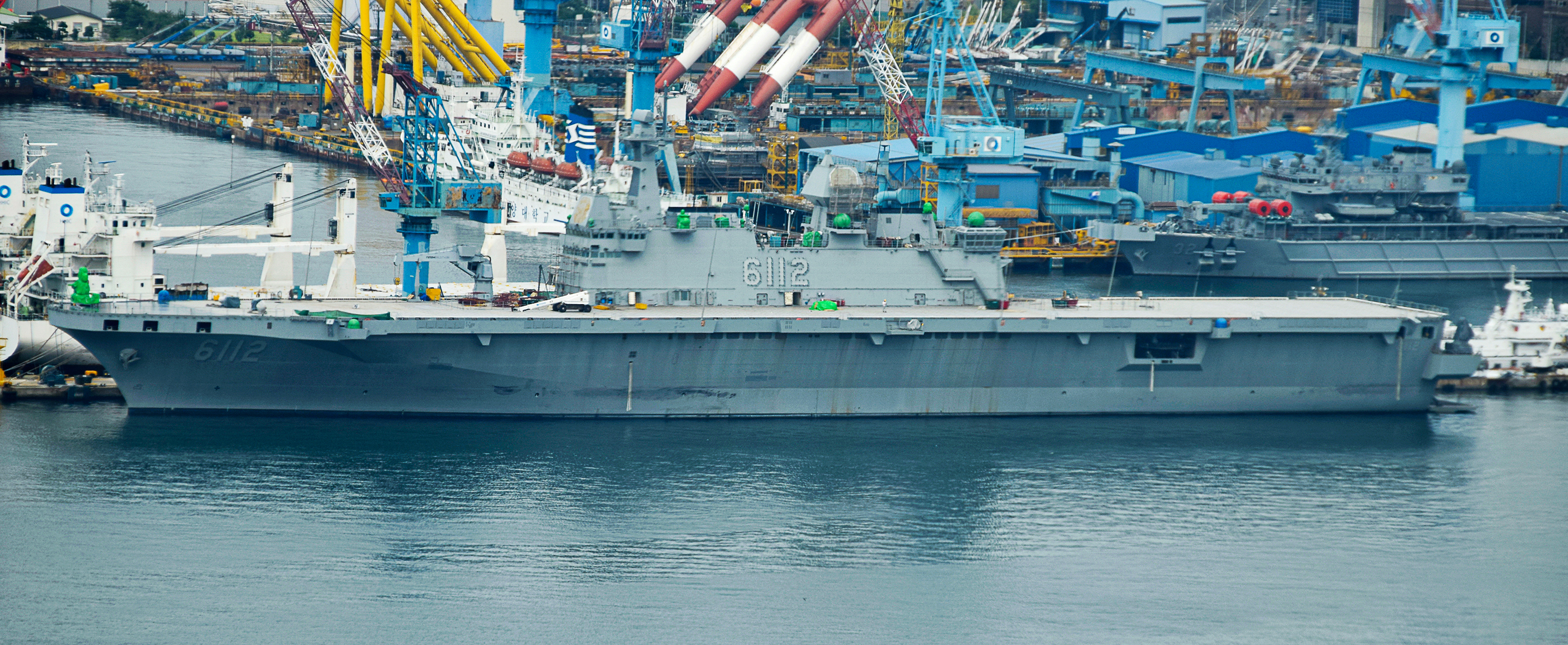
ROKS Marado (LPH-6112)

- ROKS Dokdo (LPH-6111), in 2005 tewatergelaten en in 2007 in dienst gesteld.
- ROKS Marado (LPH-6112), in 2018 tewatergelaten en in 2021 in dienst gesteld.
- ROKS Baengnyeong (LPH-6113), waarvan de bouw anno 2023 nog moest aanvangen.